# Things I'll Never Say
"Things I'll Never Say" je pjesma kanadske pjevačice Avril Lavigne s njezina prvog studijskog albuma Let Go iz 2002. Napisali su je sama Avril Lavigne i The Matrix, tko je također i producirao pjesmu. Žanrovski je pop rock pjesma, te se puštala na kandaskom rock radiju. "Things I'll Never Say" je objavljena kao radio singl u Italiji, te nije službeno objavljena kao CD ili download singl. Videospot za pjesmu se nije snimao, pošto pjesma nije nikad službeno objavljena kao pravi singl. 